# 落首
落首（らくしゅ）は、平安時代から江戸時代にかけて流行した表現手法の一つである。
公共の場所、特に人の集まりやすい辻や河原などに立て札を立て、主に世相を風刺した狂歌を匿名で公開する。
封建制度においては言論の自由というものは存在せず、政治や君主に対する批判は極めて危険性の高い行為だったが、匿名での公開によって、読み書きができる者なら誰でも自由に言論活動を展開することができた。
類似した例に「落書」（らくしょ）があり、落首よりやや長めの文が公開された。有名な落書として「二条河原の落書」が挙げられる。

## 有名なもの
- 上杉に　逢うては織田も　名取川　はねる謙信　逃ぐるとぶ長　（手取川の戦い）
- 秀吉が　四石の米を　買いかねて　今日も五斗買い　明日も五斗買い　（四国征伐）
- 輝元と　名にはいへども　雨降りて　もり（毛利）くらめきて　あき（安芸）はでにけり　（関ヶ原の戦い）
- 御所柿（徳川家康）は　独り熟して　落ちにけり　木の下に居て　拾う秀頼　（二条城の落首）